# مالي لوسيني
مالي لوسيني هي مدينة من مدن كرواتيا وهي ميناء يقع في جزيرة لوسيني. يبلغ عدد سكانها 8,116 نسمة وذلك حسب إحصائيات سنة 2011. يبلغ ارتفاع المدينة عن سطح البحر قرابة 0 متر.

## المناخ
يظهر الجدول التالي التغييرات المناخية على مدار السنة لمالي لوسيني:
| البيانات المناخية لـمالي لوسيني                          | البيانات المناخية لـمالي لوسيني | البيانات المناخية لـمالي لوسيني | البيانات المناخية لـمالي لوسيني | البيانات المناخية لـمالي لوسيني | البيانات المناخية لـمالي لوسيني | البيانات المناخية لـمالي لوسيني | البيانات المناخية لـمالي لوسيني | البيانات المناخية لـمالي لوسيني | البيانات المناخية لـمالي لوسيني | البيانات المناخية لـمالي لوسيني | البيانات المناخية لـمالي لوسيني | البيانات المناخية لـمالي لوسيني | البيانات المناخية لـمالي لوسيني |
| الشهر                                                    | يناير                           | فبراير                          | مارس                            | أبريل                           | مايو                            | يونيو                           | يوليو                           | أغسطس                           | سبتمبر                          | أكتوبر                          | نوفمبر                          | ديسمبر                          | المعدل السنوي                   |
| -------------------------------------------------------- | ------------------------------- | ------------------------------- | ------------------------------- | ------------------------------- | ------------------------------- | ------------------------------- | ------------------------------- | ------------------------------- | ------------------------------- | ------------------------------- | ------------------------------- | ------------------------------- | ------------------------------- |
| الدرجة القصوى °م (°ف)                                    | 17.4 (63.3)                     | 20.4 (68.7)                     | 23.3 (73.9)                     | 26.1 (79.0)                     | 34.5 (94.1)                     | 35.6 (96.1)                     | 36.3 (97.3)                     | 37.4 (99.3)                     | 32.4 (90.3)                     | 29.2 (84.6)                     | 23.1 (73.6)                     | 18.9 (66.0)                     | 37.4 (99.3)                     |
| متوسط درجة الحرارة الكبرى °م (°ف)                        | 10.2 (50.4)                     | 10.7 (51.3)                     | 13.2 (55.8)                     | 16.3 (61.3)                     | 21.3 (70.3)                     | 25.2 (77.4)                     | 28.4 (83.1)                     | 28.4 (83.1)                     | 24.2 (75.6)                     | 19.6 (67.3)                     | 14.6 (58.3)                     | 11.4 (52.5)                     | 18.6 (65.5)                     |
| المتوسط اليومي °م (°ف)                                   | 7.9 (46.2)                      | 7.9 (46.2)                      | 9.9 (49.8)                      | 12.8 (55.0)                     | 17.4 (63.3)                     | 21.2 (70.2)                     | 24.1 (75.4)                     | 24.0 (75.2)                     | 20.3 (68.5)                     | 16.4 (61.5)                     | 12.0 (53.6)                     | 9.2 (48.6)                      | 15.3 (59.5)                     |
| متوسط درجة الحرارة الصغرى °م (°ف)                        | 5.9 (42.6)                      | 5.8 (42.4)                      | 7.5 (45.5)                      | 10.0 (50.0)                     | 14.2 (57.6)                     | 17.8 (64.0)                     | 20.6 (69.1)                     | 20.7 (69.3)                     | 17.5 (63.5)                     | 14.1 (57.4)                     | 10.0 (50.0)                     | 7.3 (45.1)                      | 12.6 (54.7)                     |
| أدنى درجة حرارة °م (°ف)                                  | −6.7 (19.9)                     | −4.4 (24.1)                     | −3.8 (25.2)                     | 2.9 (37.2)                      | 6.3 (43.3)                      | 9.7 (49.5)                      | 12.7 (54.9)                     | 10.0 (50.0)                     | 9.7 (49.5)                      | 5.0 (41.0)                      | 1.1 (34.0)                      | −5.2 (22.6)                     | −6.7 (19.9)                     |
| الهطول مم (إنش)                                          | 75.0 (2.95)                     | 69.4 (2.73)                     | 66.1 (2.60)                     | 69.2 (2.72)                     | 59.5 (2.34)                     | 67.9 (2.67)                     | 30.9 (1.22)                     | 57.0 (2.24)                     | 105.7 (4.16)                    | 109.1 (4.30)                    | 125.1 (4.93)                    | 95.8 (3.77)                     | 930.5 (36.63)                   |
| متوسط أيام هطول الأمطار (≥ 0.1 mm)                       | 10.1                            | 8.4                             | 9.3                             | 10.3                            | 10.0                            | 8.3                             | 5.4                             | 6.0                             | 8.6                             | 10.0                            | 11.3                            | 10.4                            | 108.3                           |
| متوسط الأيام المثلجة (≥ 1.0 cm)                          | 0.3                             | 0.2                             | 0.0                             | 0.0                             | 0.0                             | 0.0                             | 0.0                             | 0.0                             | 0.0                             | 0.0                             | 0.0                             | 0.0                             | 0.5                             |
| متوسط الرطوبة النسبية (%)                                | 74.1                            | 70.6                            | 70.9                            | 70.8                            | 70.7                            | 67.9                            | 63.5                            | 65.6                            | 71.2                            | 72.7                            | 72.8                            | 73.5                            | 70.4                            |
| ساعات سطوع الشمس الشهرية                                 | 108.5                           | 158.1                           | 182.9                           | 216.0                           | 282.1                           | 315.0                           | 356.5                           | 325.5                           | 246.0                           | 182.9                           | 114.0                           | 99.2                            | 2٬586٫7                         |
| نسبة وصول أشعة الشمس                                     | 40                              | 53                              | 53                              | 56                              | 64                              | 71                              | 79                              | 77                              | 67                              | 56                              | 43                              | 39                              | 61                              |
| المصدر: Croatian Meteorological and Hydrological Service |                                 |                                 |                                 |                                 |                                 |                                 |                                 |                                 |                                 |                                 |                                 |                                 |                                 |

## أعلام
- أنطونيو فيتش